# La traviata
La traviata ('De verdoolde' of 'De dolende') is een opera in drie bedrijven van Giuseppe Verdi, die zijn première beleefde op 6 maart 1853 in het Teatro La Fenice in Venetië. Het libretto van Francesco Maria Piave is gebaseerd op de roman La dame aux camélias uit 1848 van Alexandre Dumas (zoon). De opera was in theaterseizoen 2013-2014 wereldwijd de meest opgevoerde opera.

## Synopsis

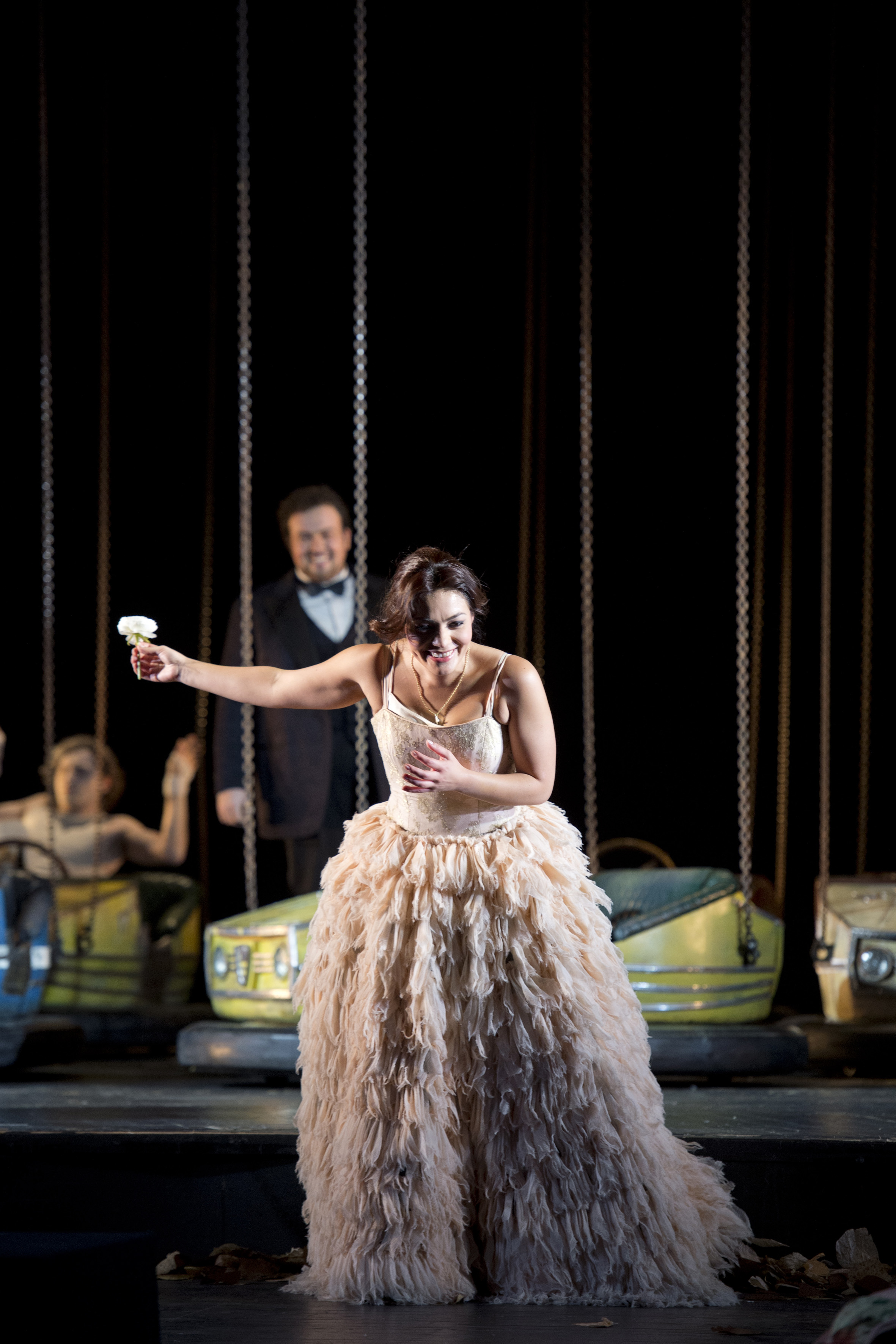
Violetta met in haar hand de Camellia. Hamburgische Staatsoper (2013)

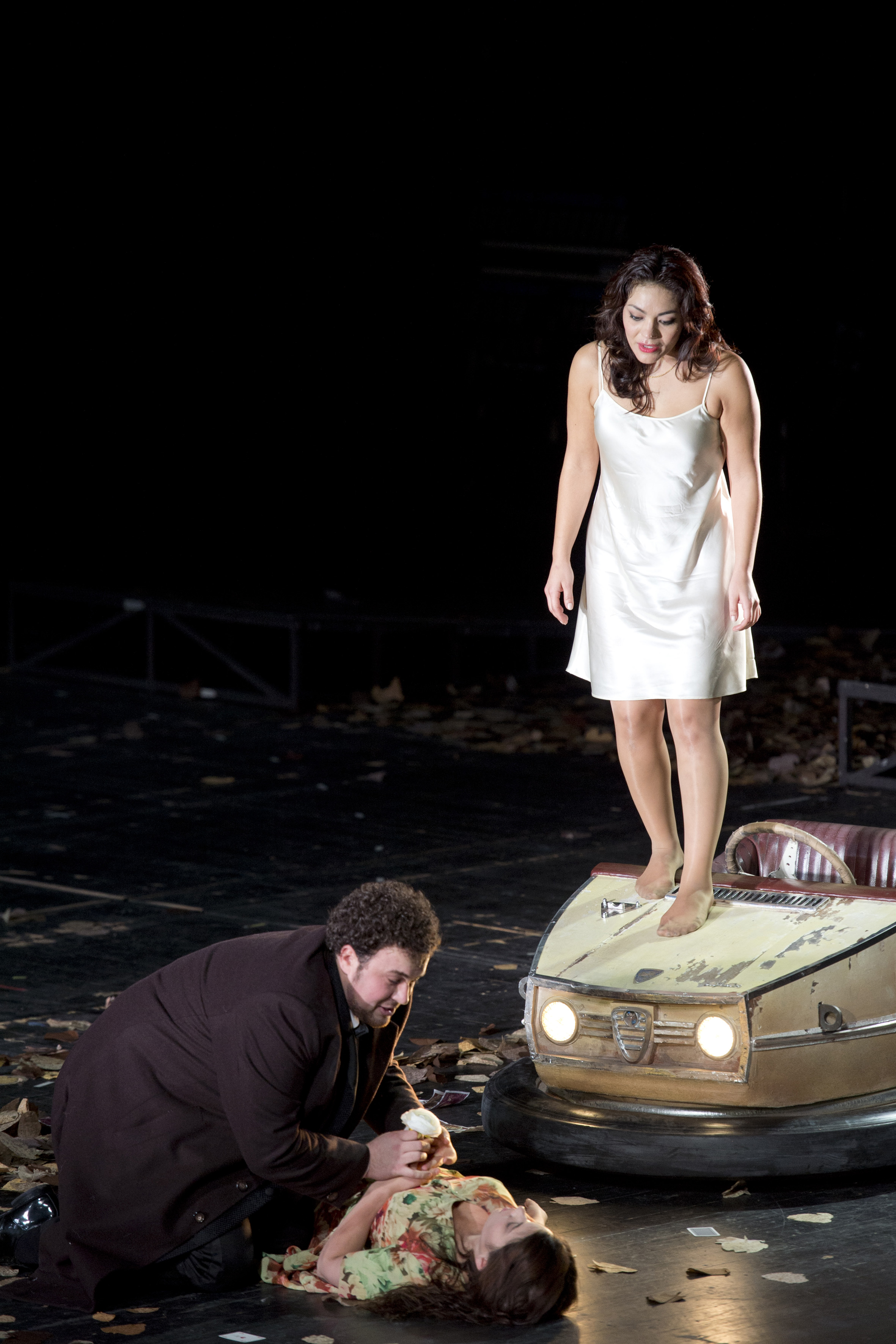
De dood van Violetta. Hamburgische Staatsoper (2013)

### Eerste bedrijf
Violetta, een bekende en rijke courtisane, geeft een feest ter ere van haar verjaardag. Hier is Alfredo Germont, die haar reeds een jaar van een afstand aanbidt, ook aanwezig. Als het gezelschap zich naar een ander vertrek begeeft, krijgt Violetta een flauwte. Ze blijft alleen in het vertrek achter. Alfredo komt haar opzoeken en verklaart haar zijn liefde. Violetta wuift deze eerst weg maar is later ontroerd en geeft een cameliabloem aan Alfredo die hij dient terug te brengen als deze verwelkt (de volgende dag dus). Na afloop van het feest kijkt Violetta terug op haar leven en denkt aan een beter leven met Alfredo in de toekomst.

### Tweede bedrijf
Violetta en Alfredo wonen samen in een huis op het Franse platteland. Violetta heeft haar verleden achter zich gelaten en leidt nu een eenvoudiger leven met Alfredo. Echter, zonder haar inkomsten als courtisane is het leven erg duur en zij besluit om al haar bezittingen te laten verkopen teneinde het huidige leventje voort te zetten. Als Alfredo hierachter komt, vertrekt hij terstond naar Parijs om dit te beletten. Na zijn vertrek krijgt Violetta bezoek van de vader van Alfredo. Deze smeekt haar om bij Alfredo weg te gaan daar hun 'zondige' relatie een huwelijk van de zus van Alfredo in de weg staat. Ze geeft toe en schrijft een afscheidsbrief aan Alfredo. Als Alfredo thuiskomt en de brief leest is hij ontroostbaar, terwijl zijn vader hem probeert te bewegen terug te keren naar de Provence.
Flora, een oude vriendin van Violetta, geeft een feest. Violetta is aanwezig, vergezeld door haar oude beschermer, Baron Douphol. Alfredo speelt kaart tegen de baron en staat daarbij op aanzienlijke winst. Violetta vreest voor het aanstaande duel tussen beide mannen en probeert Alfredo zo ver te krijgen dat hij weggaat. Alfredo, nog steeds woedend om de afwijzing door Violetta, roept alle aanwezige gasten naar zich toe, smijt al zijn gewonnen geld in de richting van Violetta en roept uit dat hij daarmee al haar gunsten heeft betaald. De gasten reageren zeer verontwaardigd op deze grove belediging. Violetta, zwaar ziek, bezwijkt in de armen van Flora.

### Derde bedrijf
Violetta ligt in haar slaapkamer. De tuberculose eist haar tol. Annina, haar trouwe bediende, is bij haar. Alfredo is door zijn vader ingelicht over het offer dat Violetta heeft gebracht. Hij zoekt haar op en smeekt haar om vergeving, die zij dankbaar schenkt. Violetta is zeer verheugd over zijn komst en wil zich aankleden voor hem, maar zij kan het niet. Dan komt de vader van Alfredo binnen. Hij zegt met zoveel woorden dat hij verscheurd wordt door wroeging en dat het een grove fout van hem was Violetta te dwingen Alfredo op te geven, maar Violetta weet dat ze zeer spoedig zal sterven en ze geeft Alfredo een portretje van zichzelf. Ze smeekt hem te trouwen als hij ooit een lief meisje zal ontmoeten. Ze sterft ten slotte in zijn armen.

## Bekende aria's

### Eerste bedrijf
- Libiamo ne' lieti calici (Brindisi ofwel Drinklied)
- Un dì, felice, eterea (Alfredo, Violetta)
- È strano, è strano! (Violetta)
- Ah fors'è lui che l'anima (Violetta)
- Follie! Follie! (Violetta)
- Sempre libera (Violetta, Alfredo)

### Tweede bedrijf

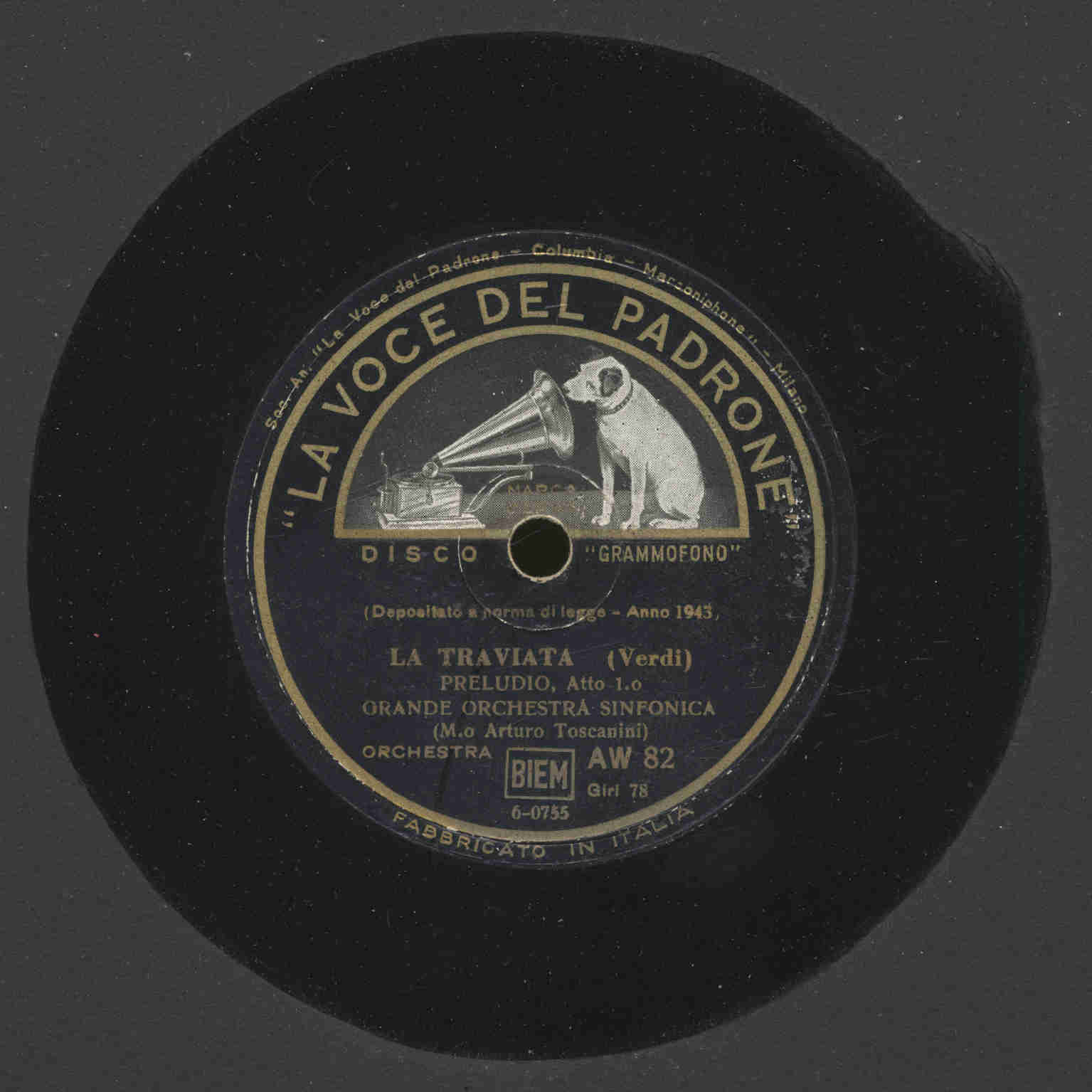
Afbeelding van een 78 toerenplaat van Giuseppe Verdi's La traviata, tweede bedrijf

- De' miei bollenti spiriti (Alfredo)
- Pura siccome un angelo (Germont)
- Non sapete quale affetto (Violetta)
- Un di quando le veneri (Germont, Violetta)
- Ah! Dite alla giovine (Violetta, Germont)
- Morro'! La mia memoria (Violetta, Germont)
- Di Provenza (Germont)
- Noi siamo zingarelle (Koor van de zigeunerinnen)
- Di Madride noi siami mattadori (Koor van de matadors en vrouwen)
- Ogni suo aver tal femmina (Alfredo)

### Derde bedrijf
- Addio del passato (Violetta)
- Largo al quadrupede (Bacchanale)
- Parigi, o cara (Alfredo, Violetta)
- Ah, gran Dio, morir (Violetta, Alfredo)

## Geselecteerde opnamen
| Jaar | Rolverdeling (Violetta, Alfredo, Germont)                  | Dirigent, operagezelschap en orkest                                                                | Label                                                                                           |
| ---- | ---------------------------------------------------------- | -------------------------------------------------------------------------------------------------- | ----------------------------------------------------------------------------------------------- |
| 1912 | Jane Morlet, Maurice Troselli, Henri Albers                | Emile Archaimbaud, Chœurs et Orchestre Pathé                                                       | Pathé 1587-1602 (78 toeren schellak), Bourg BG 4023-4 (2-lp) (oudste opname)                    |
| 1917 | Margherita Bevignani, Franco Tumminello, Ernesto Badini    | Carlo Sabajno, koor en orkest van het Teatro alla Scala                                            | HMV S 5620-41 (78 toeren schellak) (oudst bekende opname uit de Scala)                          |
| 1930 | Anna Rosza, Alessandro Ziliani, Luigi Borgonovo            | Carlo Sabajno, koor en orkest van het Teatro alla Scala                                            | HMV C 2214-26 (78 toeren schellak) - VAI Audio Vaia 1108 (2-cd) en Arkadia 78001 (2-cd)         |
| 1946 | Licia Albanese, Jan Peerce, Robert Merrill                 | Arturo Toscanini, NBC Symphony Orchestra and Chorus                                                | audio-cd: RCA Victor Red Seal ASIN B000003EXX                                                   |
| 1953 | Maria Callas, Francesco Albanese, Ugo Savarese             | Gabriele Santini, Coro Cetra, Orchestra Sinfonica di Torino della RAI                              | Fonit Cetra TRV 01 (3-lp) en 2005 Deutsche Grammophon, 028947759362                             |
| 1955 | Maria Callas, Giuseppe di Stefano, Ettore Bastianini       | Carlo Maria Giulini, koor en orkest van het Teatro alla Scala                                      | audio-cd: EMI Classics ASIN B00000630Y                                                          |
| 1958 | Maria Callas, Alfredo Kraus, Mario Sereni                  | Franco Ghione, koor en orkest van het Teatro Nacional de São Carlos                                | audio-cd: EMI Classics ASIN B000002RY7                                                          |
| 1960 | Anna Moffo, Richard Tucker, Robert Merrill                 | Fernando Previtali, koor en orkest van de Opera Roma                                               | audio-cd: RCA Victor Red Seal ASIN B000003GAX                                                   |
| 1962 | Joan Sutherland, Carlo Bergonzi, Robert Merrill            | John Pritchard, koor en orkest van de Maggio Musicale Fiorentino                                   | audio-cd: Decca Records ASIN B000007OTV                                                         |
| 1967 | Anna Moffo, Franco Bonisolli, Gino Bechi                   | Giuseppe Patanè, koor en orkest van de Opera Roma (film van Mario Lanfranchi)                      | dvd: Video Artists International ASIN B000083C6X                                                |
| 1968 | Montserrat Caballé, Carlo Bergonzi, Sherrill Milnes        | Georges Prêtre, koor en orkest van de RCA Italiana                                                 | audio-cd: RCA ASIN B000B5Y00U                                                                   |
| 1971 | Beverly Sills, Nicolai Gedda, Rolando Panerai              | Aldo Ceccato, Royal Philharmonic Orchestra, John Alldis Choir                                      | audio-cd: EMI Classics Cat: 7 69827 2                                                           |
| 1976 | Ileana Cotrubaş, Plácido Domingo, Sherrill Milnes          | Carlos Kleiber, koor en orkest van de Bayerische Staatsoper                                        | audio-cd: Deutsche Grammophon ASIN B000001GG4                                                   |
| 1979 | Joan Sutherland, Luciano Pavarotti, Matteo Manuguerra      | Richard Bonynge, koor en orkest van de National Philharmonic                                       | audio-cd: Decca Records ASIN B0000041Y9                                                         |
| 1983 | Teresa Stratas, Plácido Domingo, Cornell MacNeil           | James Levine koor en orkest van de Metropolitan Opera (film van Franco Zeffirelli)                 | dvd: Universal Studios Cat: 0 2519-20326-2 2                                                    |
| 1992 | Cheryl Studer, Luciano Pavarotti, Juan Pons                | James Levine koor en orkest van de Metropolitan Opera                                              | audio-cd: Deutsche Grammophon ASIN B000001GGR                                                   |
| 1992 | Kiri Te Kanawa, Alfredo Kraus, Dmitri Hvorostovski         | Zubin Mehta, koor en orkest van de Maggio Musicale Fiorentino                                      | audio-cd: Polygram Records ASIN B000004163                                                      |
| 1995 | Angela Gheorghiu, Frank Lopardo, Leo Nucci                 | Sir Georg Solti, koor en orkest van de Royal Opera House Covent Garden                             | audio-cd: Decca Records ASIN B00000427V                                                         |
| 2000 | Stefania Bonfadelli, Vincente Ombuene, Ettore Kim Dong-Kyu | Ed Spanjaard, Nederlands Balletorkest, Opera Ahoy'-koor en Opera Ahoy'-ballet                      | Live-opname Ahoy' Arena, Rotterdam, 20-22 januari 2000 dvd: Companions Opera 500493             |
| 2005 | Anna Netrebko, Rolando Villazón, Thomas Hampson            | Carlo Rizzi, Wiener Philharmoniker, Mozarteum Orchester, Konzertvereinigung Wiener Staatsopernchor | audio-cd: Deutsche Grammophon - Live-opname Salzburger Festspiele 2005 ASIN B000B6695S YouTube: |

Opmerking: "Cat:" staat voor catalogusnummer van de maatschappij; "ASIN" is het productreferentienummer op amazon.com.